# Stade Jean-Larqué
Le stade Jean-Larqué, anciennement stade Jean Brouchin, est un stade de football de la ville de Pau, où évolue la Jeanne d'Arc Le Béarn depuis 1908.
Le stade occupe une place spéciale dans l'histoire sportive de Pau, capitale du Béarn. Lié au patronage de Saint-Martin et à JAB de Pau depuis ses débuts, il a été rebaptisé en hommage à Jean Brouchin, talentueux joueur, qui a sacrifié sa vie pendant la Seconde Guerre mondiale.
Les tribunes érigées en 1955 ont été démolies en 2010. 
En 2023, le stade est rebaptisé stade Jean Larqué, en hommage au père de Jean-Michel Larqué à l'occasion d'un match disputé face au Variétés Club de France.

## Histoire
Le stade Jean-Larqué, anciennement connu sous le nom de stade Jean-Brouchin, est un lieu sportif historique situé à Bizanos, en Béarn. Il est étroitement lié à l'histoire du patronage de Saint-Martin depuis 1908, année où il est devenu la propriété de l'association sportive locale, la JAB (Jeanne d'Arc Le Béarn). 
Initialement nommé "stade de l'avenue de Barèges" ou "stade Jeanne d'Arc", il a été renommé en hommage à Jean Brouchin, jeune joueur talentueux de la JAB. Brouchin a perdu la vie le 22 novembre 1944 à l'âge tragiquement jeune de 24 ans, pendant la Seconde Guerre mondiale à Travexin, au front. Ce sacrifice héroïque a incité le club à perpétuer sa mémoire en baptisant le stade à son nom.
Les funérailles de Jean Brouchin ont été célébrées à Bizanos le 23 décembre 1944, rassemblant tous les membres de la JAB pour lui rendre hommage. En particulier, son ami proche, Jean Larqué, futur père de Jean-Michel Larqué, a prononcé un émouvant discours, exprimant le souhait de voir le nom de Jean Brouchin gravé sur la plaque commémorative des victimes de guerre, juste avant le match opposant la JAB à Pardies-Monein.
C'est à la demande de l'abbé Teurnerie, représentant les "Jeunes de Bizanos" - à l'origine de l'Avenir de Bizanos - et de l'abbé Lajus, représentant le patronage Saint-Martin, propriétaire du stade, que celui-ci fut renommé "stade Jean Brouchin" en son honneur.

Au fil des années, le stade a évolué et a été équipé de tribunes en 1955, construites par les frères Larqué et les bénévoles du club. Malheureusement, ces tribunes ont été démolies en 2010, marquant un tournant dans l'histoire de l'enceinte sportive.

« Ces catégories de tribune sont les premières de constructions courantes, on en trouve partout. Elles étaient préfabriquées avec une structure de métal et de maçonnerie. Il y a 50 ans cette tribune était un joyau puis c’est devenu une véritable verrue. »

— Jean-Michel Larqué
Jean-Michel Larqué, fils de l'ami proche de Jean Brouchin, a témoigné de l'évolution du stade en soulignant que les tribunes construites il y a cinquante ans étaient autrefois considérées comme des joyaux, mais qu'au fil du temps, elles sont devenues inesthétiques, perdant ainsi de leur charme d'antan.
Le stade Jean-Larqué demeure un lieu chargé d'histoire, rappelant l'engagement et le sacrifice de jeunes sportifs tels que Jean Brouchin, qui ont laissé une empreinte indélébile dans le cœur de la communauté sportive locale et au-delà.
En 2023, lors d'une rencontre contre le Variétés Club de France, le stade a été renommé en l'honneur du père de Jean-Michel Larqué et porte désormais le nom de stade Jean Larqué.